# Mittenothamnium sordidum
Mittenothamnium sordidum là một loài Rêu trong họ Hypnaceae. Loài này được (Renauld & Cardot) Cardot mô tả khoa học đầu tiên năm 1913.